# Liste der denkmalgeschützten Objekte in Poráč
Die Liste der denkmalgeschützten Objekte in Poráč enthält die 31 nach slowakischen Denkmalschutzvorschriften geschützten Objekte in der Gemeinde Poráč im Okres Spišská Nová Ves.

## Denkmäler
| Foto |                 | Denkmal / č. ÚZPF                                              | Standort / Konskr. Nr.                        | Offizielle Beschreibung                     | Beschreibung                                     | Metadaten                                                                  |
| ---- | --------------- | -------------------------------------------------------------- | --------------------------------------------- | ------------------------------------------- | ------------------------------------------------ | -------------------------------------------------------------------------- |
| BW   | Datei hochladen | Glockenturm(sk) ObjektID: 810-11219/0                          | Standort KG: Poráč Konskr.Nr.:                | drevená                                     | hölzern                                          | č. NKP: 810-11219/0 Stand des NKP: 2012-02-08 Name: ZVONICA DREVENÁ        |
| BW   | Datei hochladen | Scheune 1(sk) ObjektID: 810-11252/1                            | Standort KG: Poráč Konskr.Nr.:                | zrubová                                     | rustikal                                         | č. NKP: 810-11252/1 Stand des NKP: 2012-02-08 Name: STODOLA I.             |
| BW   | Datei hochladen | Scheune 2(sk) ObjektID: 810-11252/2                            | Standort KG: Poráč Konskr.Nr.:                | zrubová                                     | rustikal                                         | č. NKP: 810-11252/2 Stand des NKP: 2012-02-08 Name: STODOLA II.            |
| BW   | Datei hochladen | Scheune 4(sk) ObjektID: 810-11252/4                            | Standort KG: Poráč Konskr.Nr.:                | zrubová                                     | rustikal                                         | č. NKP: 810-11252/4 Stand des NKP: 2012-02-08 Name: STODOLA IV.            |
| BW   | Datei hochladen | Scheune 5(sk) ObjektID: 810-11252/5                            | Standort KG: Poráč Konskr.Nr.:                | zrubová                                     | rustikal                                         | č. NKP: 810-11252/5 Stand des NKP: 2012-02-08 Name: STODOLA V.             |
| BW   | Datei hochladen | Scheune 6(sk) ObjektID: 810-11252/6                            | Standort KG: Poráč Konskr.Nr.:                | zrubová                                     | rustikal                                         | č. NKP: 810-11252/6 Stand des NKP: 2012-02-08 Name: STODOLA VI.            |
| BW   | Datei hochladen | Scheune(sk) ObjektID: 810-3897/0                               | 11 Standort KG: Poráč Konskr.Nr.: 11          | zrubová                                     | rustikal                                         | č. NKP: 810-3897/0 Stand des NKP: 2012-02-08 Name: STODOLA                 |
| BW   | Datei hochladen | Scheune(sk) ObjektID: 810-3894/0                               | 13 Standort KG: Poráč Konskr.Nr.: 13          | rámová                                      | rustikal                                         | č. NKP: 810-3894/0 Stand des NKP: 2012-02-08 Name: STODOLA                 |
| BW   | Datei hochladen | Gebäude in regionaltypischem Baustil(sk) ObjektID: 810-11220/0 | 23 Standort KG: Poráč Konskr.Nr.: 23          | zrubový,murovaný                            | rustikal, Ziegelmauerwerk                        | č. NKP: 810-11220/0 Stand des NKP: 2012-02-08 Name: DOM ĽUDOVÝ             |
| BW   | Datei hochladen | Gebäude in regionaltypischem Baustil(sk) ObjektID: 810-3899/0  | 27 Standort KG: Poráč Konskr.Nr.: 27          | zrubový,murovaný                            | rustikal, Ziegelmauerwerk                        | č. NKP: 810-3899/0 Stand des NKP: 2012-02-08 Name: DOM ĽUDOVÝ S HOSP.ČASŤ. |
| BW   | Datei hochladen | Scheune(sk) ObjektID: 810-3898/0                               | 28 Standort KG: Poráč Konskr.Nr.: 28          | zrubová                                     | rustikal                                         | č. NKP: 810-3898/0 Stand des NKP: 2012-02-08 Name: STODOLA                 |
| BW   | Datei hochladen | Gebäude in regionaltypischem Baustil(sk) ObjektID: 810-3901/0  | 52 Standort KG: Poráč Konskr.Nr.: 52          | zrubový,murovaný                            | rustikal, Ziegelmauerwerk                        | č. NKP: 810-3901/0 Stand des NKP: 2012-02-08 Name: DOM ĽUDOVÝ              |
| BW   | Datei hochladen | Scheune(sk) ObjektID: 810-3902/0                               | 53 Standort KG: Poráč Konskr.Nr.: 53          | zrubová                                     | rustikal                                         | č. NKP: 810-3902/0 Stand des NKP: 2012-02-08 Name: STODOLA                 |
| BW   | Datei hochladen | Scheune(sk) ObjektID: 810-3903/0                               | 54 Standort KG: Poráč Konskr.Nr.: 54          | zrubová                                     | rustikal                                         | č. NKP: 810-3903/0 Stand des NKP: 2012-02-08 Name: STODOLA                 |
| BW   | Datei hochladen | Scheune(sk) ObjektID: 810-3904/0                               | 55 Standort KG: Poráč Konskr.Nr.: 55          | zrubová; stodola s ovčínom                  | rustikal, Schafstall                             | č. NKP: 810-3904/0 Stand des NKP: 2012-02-08 Name: STODOLA                 |
| BW   | Datei hochladen | Scheune(sk) ObjektID: 810-3905/0                               | 56 Standort KG: Poráč Konskr.Nr.: 56          | zrubová                                     | rustikal                                         | č. NKP: 810-3905/0 Stand des NKP: 2012-02-08 Name: STODOLA                 |
| BW   | Datei hochladen | Gebäude in regionaltypischem Baustil(sk) ObjektID: 810-3907/1  | 95 Standort KG: Poráč Konskr.Nr.: 95          | zrubový,rámový                              | rustikal, Ziegelmauerwerk                        | č. NKP: 810-3907/1 Stand des NKP: 2012-02-08 Name: DOM ĽUDOVÝ S HOSP.ČASŤ. |
| BW   | Datei hochladen | Scheune(sk) ObjektID: 810-3907/2                               | 95 Standort KG: Poráč Konskr.Nr.: 95          | zrubová                                     | rustikal                                         | č. NKP: 810-3907/2 Stand des NKP: 2012-02-08 Name: STODOLA                 |
| BW   | Datei hochladen | Gebäude in regionaltypischem Baustil(sk) ObjektID: 810-3908/1  | 116 Standort KG: Poráč Konskr.Nr.: 116        | zrubový, murovaný                           | rustikal, Ziegelmauerwerk                        | č. NKP: 810-3908/1 Stand des NKP: 2012-02-08 Name: DOM ĽUDOVÝ S HOSP.ČASŤ. |
| BW   | Datei hochladen | Gebäude in regionaltypischem Baustil(sk) ObjektID: 810-3909/0  | 119 Standort KG: Poráč Konskr.Nr.: 119        | zrubový,murovaný                            | rustikal, Ziegelmauerwerk                        | č. NKP: 810-3909/0 Stand des NKP: 2012-02-08 Name: DOM ĽUDOVÝ              |
| BW   | Datei hochladen | Gebäude in regionaltypischem Baustil(sk) ObjektID: 810-3910/0  | 121 Standort KG: Poráč Konskr.Nr.: 121        | zrubový                                     | rustikal                                         | č. NKP: 810-3910/0 Stand des NKP: 2012-02-08 Name: DOM ĽUDOVÝ S HOSP.ČASŤ. |
| BW   | Datei hochladen | Gebäude in regionaltypischem Baustil(sk) ObjektID: 810-11221/0 | 140 Standort KG: Poráč Konskr.Nr.: 140        | zrubový,murovaný                            | rustikal, Ziegelmauerwerk                        | č. NKP: 810-11221/0 Stand des NKP: 2012-02-08 Name: DOM ĽUDOVÝ             |
|      | Datei hochladen | Backofen(sk) ObjektID: 810-3912/0                              | 145 KG: Poráč Konskr.Nr.: 145                 | tehla pálená; chlebová pec                  | Backofen aus gebrannten Ziegeln                  | č. NKP: 810-3912/0 Stand des NKP: 2012-02-08 Name: PEC CHLEBOVÁ            |
| BW   | Datei hochladen | Gebäude in regionaltypischem Baustil(sk) ObjektID: 810-3914/0  | 180 Standort KG: Poráč Konskr.Nr.:            | zrubový,murovaný                            | rustikal, Ziegelmauerwerk                        | č. NKP: 810-3914/0 Stand des NKP: 2012-02-08 Name: DOM ĽUDOVÝ              |
| BW   | Datei hochladen | Gebäude in regionaltypischem Baustil(sk) ObjektID: 810-11251/1 | 193 Standort KG: Poráč Konskr.Nr.: 193        | kameň                                       | steinern                                         | č. NKP: 810-11251/1 Stand des NKP: 2012-02-08 Name: DOM ĽUDOVÝ             |
| BW   | Datei hochladen | Stallungen(sk) ObjektID: 810-11251/2                           | 193 Standort KG: Poráč Konskr.Nr.: 193        | zrubová                                     | rustikal                                         | č. NKP: 810-11251/2 Stand des NKP: 2012-02-08 Name: MAŠTAĽ                 |
|      | Datei hochladen | Gebäude in regionaltypischem Baustil(sk) ObjektID: 810-3893/0  | 242 KG: Poráč Konskr.Nr.: 242                 | zrubový                                     | rustikal                                         | č. NKP: 810-3893/0 Stand des NKP: 2012-02-08 Name: DOM ĽUDOVÝ              |
| BW   | Datei hochladen | Kirche(sk) ObjektID: 810-11217/0                               | Standort KG: Poráč Konskr.Nr.: 244            | gr.k.sv.Demetera; farský kostol sv.Demetera | griechisch katholische Pfarrkirche St. Demeter   | č. NKP: 810-11217/0 Stand des NKP: 2012-02-08 Name: KOSTOL                 |
| BW   | Datei hochladen | Kapelle(sk) ObjektID: 810-11218/0                              | Standort KG: Poráč Konskr.Nr.: 247            | gr.k.Nanebovzatia P.M.; kaplnka P.M.        | griechisch katholische Kapelle Mariä Himmelfahrt | č. NKP: 810-11218/0 Stand des NKP: 2012-02-08 Name: KAPLNKA                |
| BW   | Datei hochladen | Scheune(sk) ObjektID: 810-11223/0                              | K domu č.204 0 Standort KG: Poráč Konskr.Nr.: | zrubová                                     | rustikal                                         | č. NKP: 810-11223/0 Stand des NKP: 2012-02-08 Name: STODOLA                |
| BW   | Datei hochladen | Scheune(sk) ObjektID: 810-11222/0                              | K domu č.214 0 Standort KG: Poráč Konskr.Nr.: | zrubová                                     | rustikal                                         | č. NKP: 810-11222/0 Stand des NKP: 2012-02-08 Name: STODOLA                |

## Legende
Die Tabelle enthält im Einzelnen folgende Informationen:
| Foto:                    | Fotografie des Denkmals. |
| Denkmal / č. ÚZPF:       | Die Übersetzung der Bezeichnung des Denkmals, wie sie vom Slowakischen Denkmalamt (Pamiatkový úrad Slovenskej republiky) verwendet wird. Die Originalbezeichnung ist unter dem Fragezeichen angegeben. Fehlt die Übersetzung, so wird die Originalbezeichnung direkt angezeigt. Weiters ist die Objekt-Identifikationsnummer (Objekt ID) angeführt. Sie ist die offizielle, in der Slowakei eindeutige Nummer č. ÚZPF inklusive der zugehörigen Zählnummer, wie sie in den Daten des Denkmalamtes angegeben wird. Da diese nur innerhalb eines Landkreises gezählt wird, ist dessen Nummer der Denkmalnummer vorangestellt. |
| Standort:                | Wenn in der Liste vorhanden, ist die Adresse angegeben. In Klammern kann sich noch eine zusätzliche Adresse befinden, wenn es beispielsweise ein Eckhaus ist. Bei freistehenden Objekten ohne Adresse (zum Beispiel bei Bildstöcken) ist eine Adresse angegeben, die in der Nähe des Objekts liegt. Durch Aufruf des Links Standort wird die Lage des Denkmals in verschiedenen Kartenprojekten angezeigt. Darunter sind die Katastralgemeinde (KG) und, wenn vorhanden, die Konskriptionsnummer (Konskr. Nr.) angegeben.                                                                                                   |
| Offizielle Beschreibung: | Es ist die Kurzbeschreibung auf Slowakisch, wie sie in den offiziellen Listen angegeben ist, eingetragen. |
| Beschreibung:            | Kurze Angaben zum Denkmal auf Deutsch. |
| Metadaten:               | Zusätzlich werden, wenn in den persönlichen Einstellungen das Helferlein Dauerhaftes Einblenden von Metadaten aktiviert ist, ebensolche angezeigt. |

- Karte mit allen Koordinaten:
- OSM |
- WikiMap